# Fritz Zahn (Gärtner)
Fritz Zahn (* 20. Januar 1872 in Gommern; † 1942 in Berlin) war ein deutscher Gärtner, Garteninspektor und Gartenbaudirektor, Dozent und Abteilungsvorsteher an der Königlichen Gärtnerlehranstalt zu Dahlem, im Verein für deutsches Kunstgewerbe zu Berlin. Er verfasste zahlreiche Bücher und Publikationen zur Gartengestaltung und Gartenbaukunst.
Der Perelsplatz im Berliner Ortsteil Friedenau wurde 1907 nach seinen Plänen gestaltet.

## Publikationen
- Gartenbuch, 1	Gartenbuch Gütersloh : Bertelsmann, 1953, 11., neubearb. Aufl.
- Anleitung zum Gärtnerischen Planzeichnen: Berlin : P. Parey, 1930
- Fürst Pückler-Muskau als Gartenkünstler und Mensch Cottbus : A. Heine, 1928
- Unser Garten  Leipzig : Quelle & Meyer, 1926 [Ausg. 1925], 2. verb. u. erg. Aufl.
- Gartenlust und -Leben von alters her bis in unsere Zeit Leipzig : Quelle & Meyer, [1919]